# اکسامیل
اکسامیل (به انگلیسی: Oxamyl) یک ترکیب شیمیایی با شناسه پاب‌کم ۳۱۶۵۷ است. شکل ظاهری این ترکیب، بلور بی‌رنگ است.